# Correpresor

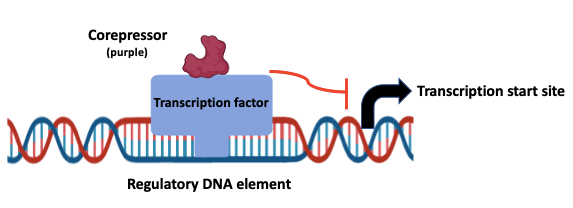
Complejo de factor de transcripción correpresor unido a un elemento regulador, inhibiendo la transcripción.

Un correpresor es una proteína que reduce la expresión génica mediante su unión a un activador o un factor de transcripción que contiene un dominio de unión al ADN. El correpresor es incapaz de unir ADN por sí mismo.
El correpresor puede reprimir el inicio de la transcripción mediante el reclutamiento de histonas deacetilasas capaces de catalizar la retirada de los grupos acetilo de los residuos de lisina. De este modo, se incrementa la carga positiva neta de las histonas fortaleciendo su interacción con el ADN, lo que disminuye drásticamente la accesibilidad de la maquinaria basal de transcripción a los genes situados en la región diana.